# 廣信省

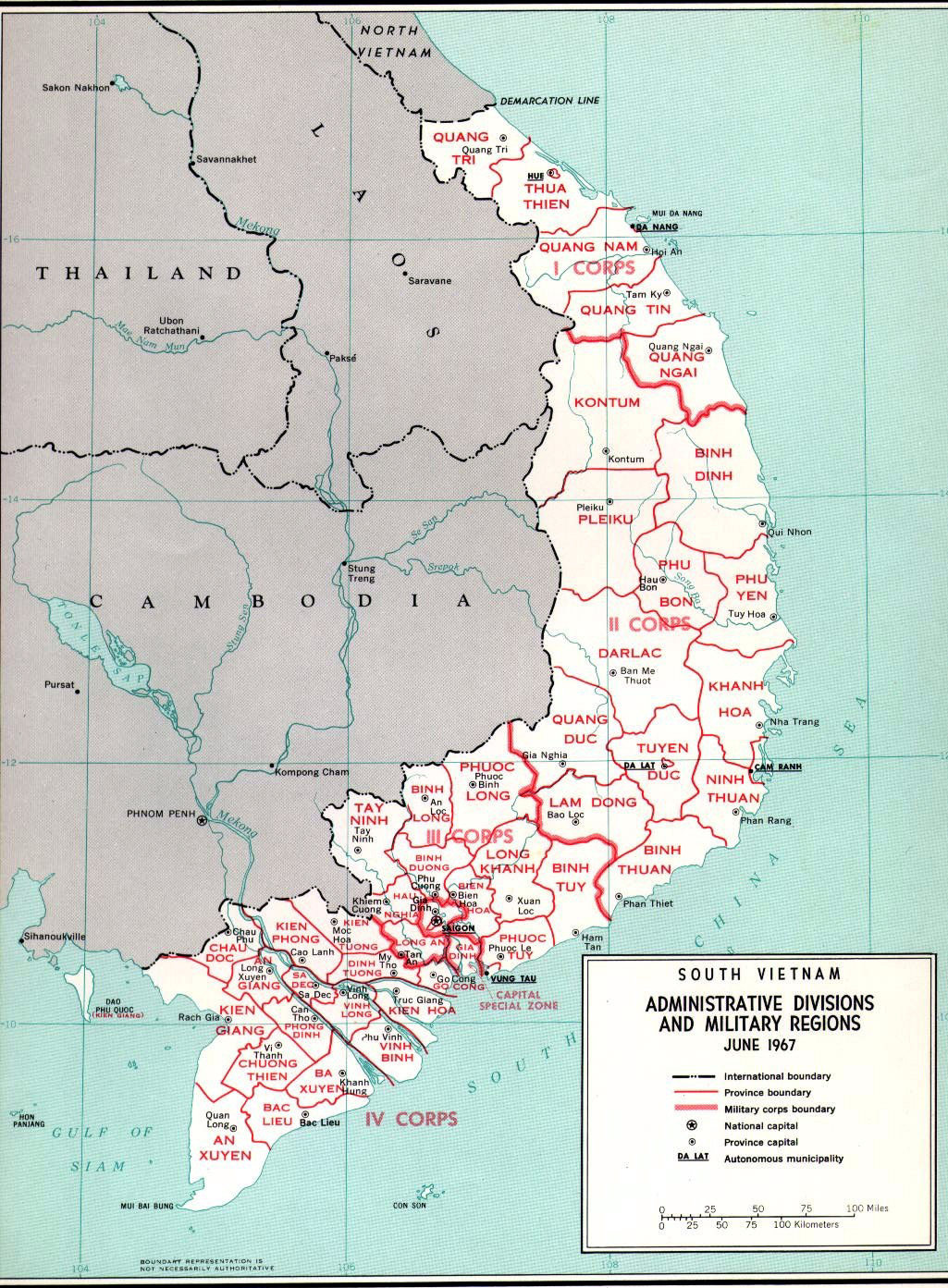
1967年的地圖顯示了越南共和國廣信省的省界

廣信省（越南语：／）是越南曾經設立的一個省。該省占地面積4,903平方公里，毗鄰廣南省、崑嵩省、廣義省。
1975年11月，越南南方共和國臨時革命政府將廣信省並入廣南-峴港省。

## 行政區劃
1970年，廣信省下轄5郡。
- 三岐郡
- 升平郡
- 仙福郡
- 厚德郡
- 理信郡